# イシバシホールディングス
イシバシホールディングス株式会社は、鳥取県米子市の企業。山陰で初めて激安レンタカー事業に参入。

## 概要

### 歴史
1968年に石橋石油店として開業。2004年内浜産業道路沿いに店舗移転し、非系列セルフスタンドを営業してきた。米子空港でレンタカーを借りた観光客の利用が多かったことから半年の準備期間を経て2008年7月バリューレンタカー（神奈川県）のフランチャイズ店を開業した。屋号はバリューレンタリースよなご（レンタカー部門）。

### 本社
- 鳥取県米子市葭津33-1[1]

### 役員
- 代表取締役 - 石橋浩一[1]

### 事業内容
- ガソリンスタンド、レンタカー業務[3]。同社がターゲットとするのは安価なレンタカーを求める観光客やビジネス出張者のほかに、普段は軽自動車を所持しているが旅行の際に普通乗用車を借りる世帯や、車を所有せず必要なときにだけレンタカーをかりる学生など地元顧客[2]。JR米子駅や境港駅などで乗り捨て可能とし、大手レンタカー会社との区別化を図る[2]。